# Ernesto Civardi
Ernesto Civardi (Pavia, 21 oktober 1906 – Rome, 28 november 1989) was een Italiaans geestelijke en kardinaal van de Katholieke Kerk.
Civardi studeerde theologie en wijsbegeerte aan het diocesaan seminarie van Pavia, en promoveerde aan de Pauselijke Gregoriaanse Universiteit in Rome in het canoniek recht. Hij werd op 29 juni 1930 priester gewijd. Van 1934 tot 1957 werkte hij in de zielzorg in Rome. Op 15 juli 1950 verleende paus Pius XII hem de eretitel van Huisprelaat. Vanaf 1957 vervulde hij verschillende functies binnen de Romeinse Curie. Hij was als expert aanwezig bij het Tweede Vaticaans Concilie alvorens in 1967 secretaris te worden van de Congregatie voor de Bisschoppen. Zelf werd hij op 26 juni 1967 titulair aartsbisschop van Sardi. 
Aartsbisschop Sardi was secretaris van zowel het eerste conclaaf als het tweede conclaaf van 1978, welke leidden tot de verkiezing van respectievelijk paus Johannes Paulus I en Johannes Paulus II. Zoals de traditie wilde, werd hij – als secretaris van een conclaaf – tijdens het eerste consistorie van de nieuwe paus kardinaal gecreëerd. De San Teodoro al Palatino werd zijn titeldiakonie.
Kardinaal Civardi overleed op 83-jarige leeftijd en werd begraven op Campo Verano.

## Bron
- Biografische aantekening met foto, op The Cardinals of the Holy Roman Church

- Gemeinsame Normdatei: 1147195129
- Virtual International Authority File: 5711151247999844270009